# Arroz viudo

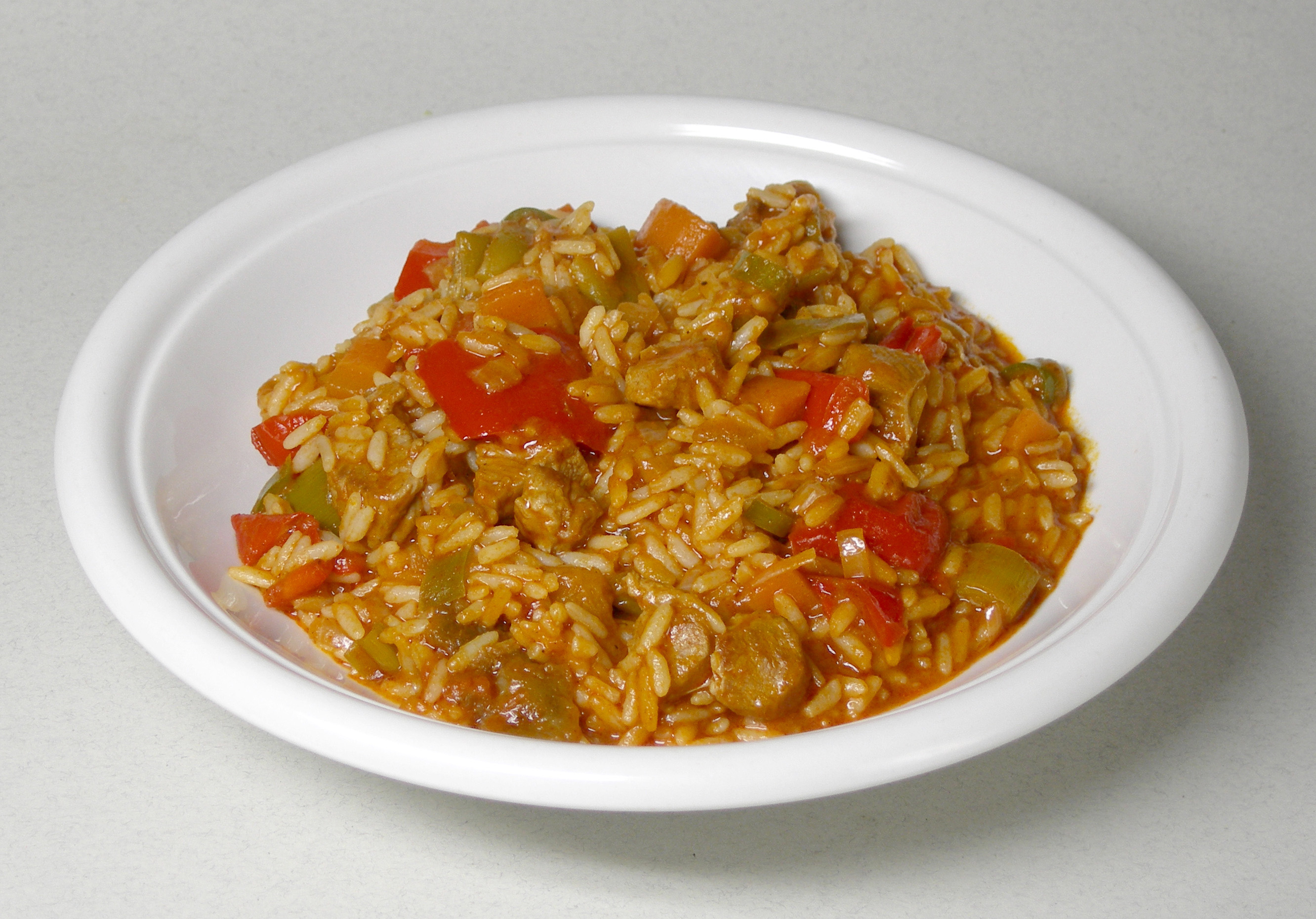
Plato de arroz con verduras.

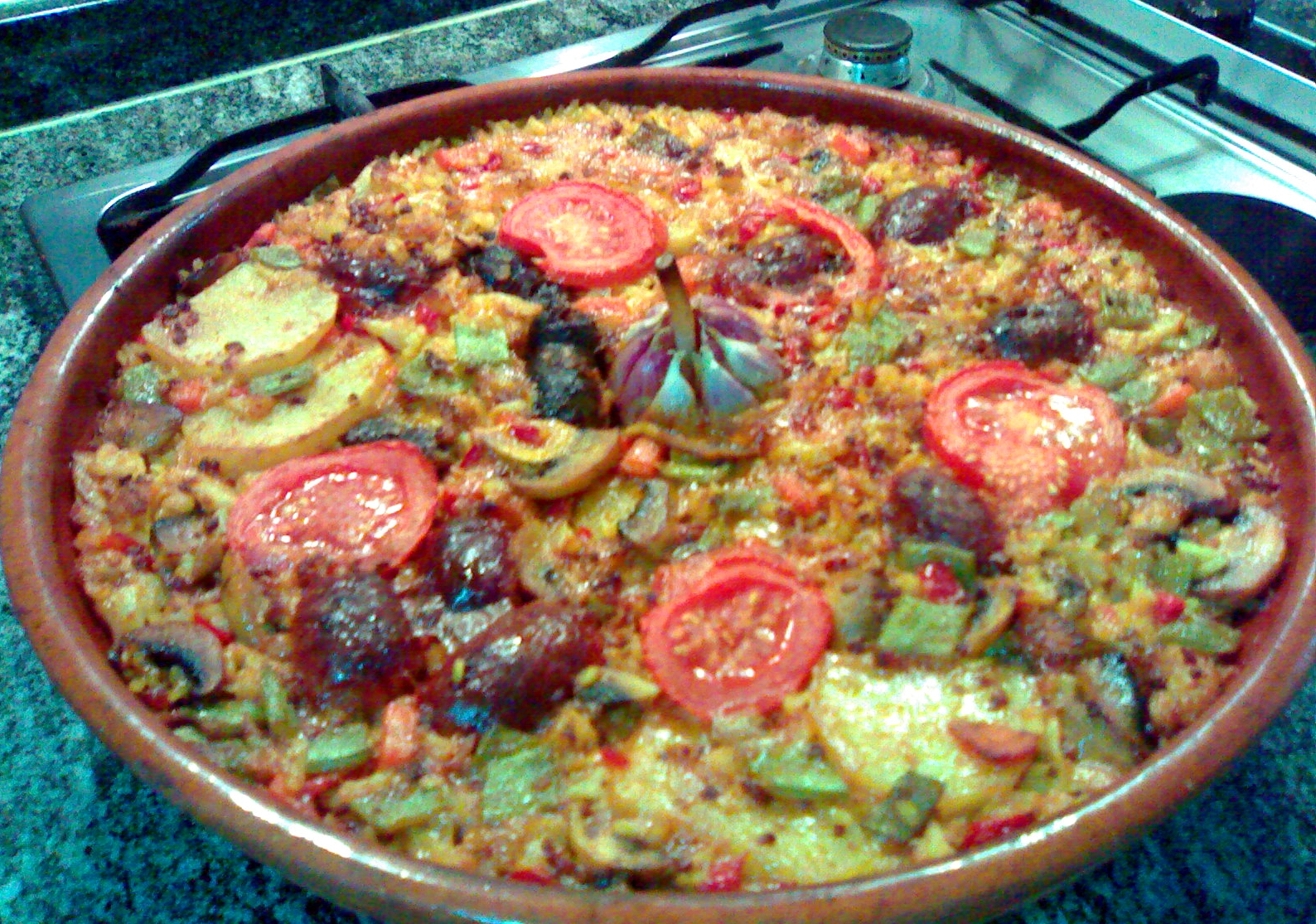
Arroz al horno de verduras.

El arroz viudo  es un conjunto de platos de arroz muy populares en la cocina murciana y valenciana (como el arroz viudo a la valenciana, denominado también como paella de verduras). La denominación viudo en la cocina española viene a indicar la ausencia de elementos cárnicos y este tipo de preparaciones con arroz se caracteriza por esta ausencia. Existe una diversa infinidad de arroces viudos dependiendo de la preparación con verduras que se realice. Era considerado un plato de origen humilde en algunas zonas, debido a la sencillez de sus ingredientes.

## Características
El arroz viudo se suele elaborar, por lo tanto, de diversos aderezos vegetales, es por esta razón por la que existe una gran variedad de platos que se denominan arroz viudo. A veces se denomina de forma jocosa a este tipo de arroces como: 'arroz y «ná»'. No suele emplearse en su elaboración una gran cantidad de ingredientes de verdura. De esta forma se tiene el arroz viudo con acelgas, arroz con garbanzos (arroz caldoso con garbanzos que es denominado a veces como arroz de escribano). Su austeridad le ha convertido en las regiones del levante español como un plato típico de la Cuaresma (bajo la denominación arroz viudo de Cuaresma). El arroz cortijero que es una paella con tomates y pimientos.

## Véase también

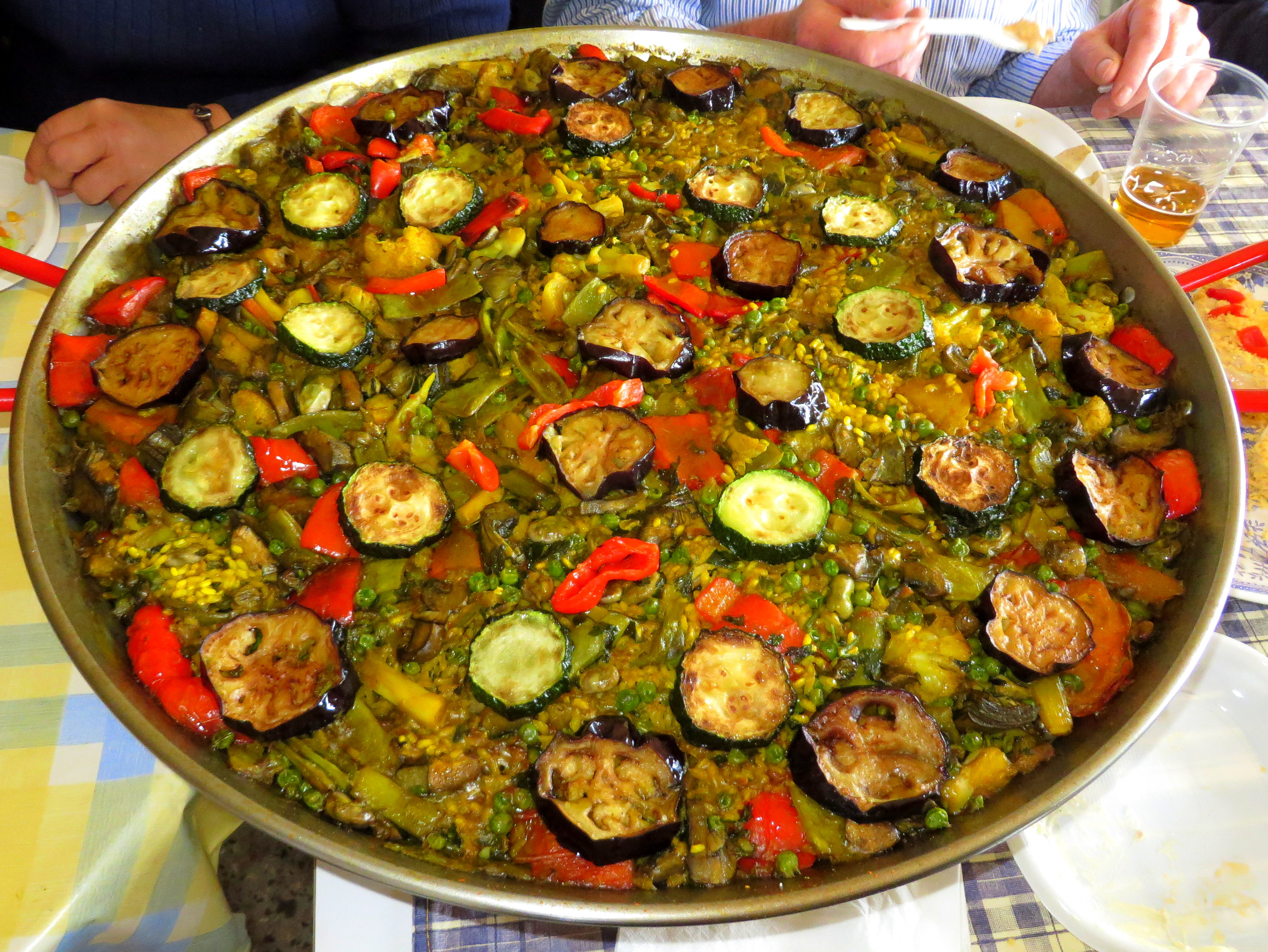
Paella de verduras o arroz viudo